# Habrobracon hebetor
Habrobracon hebetor är en stekelart som först beskrevs av Thomas Say 1836.  Habrobracon hebetor ingår i släktet Habrobracon och familjen bracksteklar. Inga underarter finns listade i Catalogue of Life.

## Bildgalleri

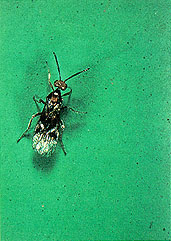